# Feliksów (powiat radomszczański)
Feliksów – wieś w Polsce położona w województwie łódzkim, w powiecie radomszczańskim, w gminie Kodrąb.
W latach 1975–1998 miejscowość należała administracyjnie do województwa piotrkowskiego.